# Cidade dos Mortos
É uma necrópole árabe abaixo das Colinas de Mokattam, a sudeste do Cairo, no Egito. A população local e a maioria dos egípcios costumam se referir ao lugar como Al'Arafa, o cemitério, embora as construções fúnebres lembrem muito pouco um cemitério ocidental e testemunham a tradição egípcia de sepultar os mortos em moradias que permitissem a suas famílias passar com eles o luto de 40 dias.

## Histórico

### Origens
Sua fundação remonta à conquista muçulmana do Egito, entre os anos de 639 e 642. O general Anre ibne Alas fundou a primeira capital árabe do Egito, a cidade de Fostate, onde estabeleceu o cemitério de sua família, no sopé das Colinas de Mokattam. As demais tribos enterravam seus mortos dentro dos bairros vivos. As seguintes dinastias árabes construíram sua própria cidadela política ao norte, fundando um novo cemitério. O cemitério da família do comandante, a Grande Qarafa e a Menor Qarafa, estavam desabitada desde os primeiros séculos após a conquista. Seu primeiro núcleo residente consistiu em guardiões das sepulturas da nobreza e o pessoal encarregado do serviço de sepultamento, bem como os místicos sufis em suas khawaniq.

### Era recente
Atualmente, a Cidade dos Mortos estende-se por mais de dez quilómetros ao longo de uma auto-estrada, onde vivem entre 500 mil e 1 milhão de habitantes segundo estatísticas extra-oficiais - a imprensa local eleva essa cifra para 2 milhões - entre casas tumulares, submoradias construídas sobre antigos sepulcros ou edifícios que cresceram em redor do cemitério.
O superpovoamento explica-se pelas dificuldades socioeconómicas em se conseguir um lar no Cairo, e muitos de seus moradores vivem em péssimas condições, sem eletricidade, nem água potável. Como a ocupação necrópole continua sendo oficialmente ilegal, tampouco há serviços públicos como esgoto nem coleta de lixo. Entre a população marginalizada, vivem ocultos muitos criminosos, delinquentes fugidos à justiça, traficantes de armas e de drogas, mas também há vendedores ambulantes, padarias, pequenas oficinas, lojas para e até mesmo uma mesquita e uma escola primária, para amenizar as necessidades de seus moradores.